# St. Briccius (Gögglingen)

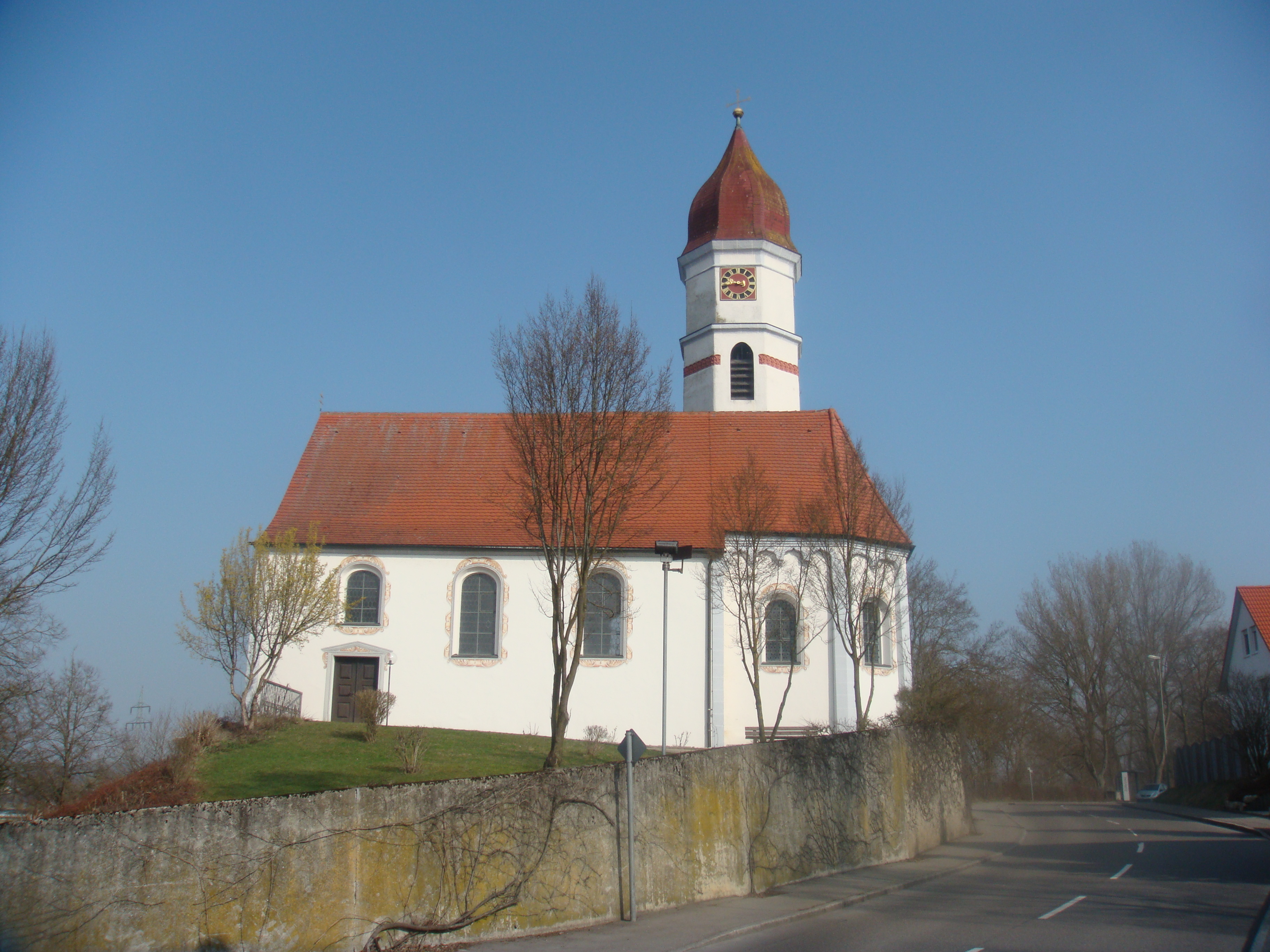
St. Briccius in Gögglingen

Die ehemalige römisch-katholische Pfarrkirche St. Briccius ist heute die Friedhofskapelle in Gögglingen-Donaustetten, einem Gemeindeteil der kreisfreien Stadt Ulm in Baden-Württemberg. Sie gehört zur Kirchengemeinde Heilig Kreuz der Diözese Rottenburg-Stuttgart. Das Bauwerk ist als Denkmal beim Landesamt für Denkmalpflege Baden-Württemberg eingetragen.

## Beschreibung
Das Langhaus der Saalkirche wurde 1762–68 nach Westen verlängert. Aus dieser Zeit stammt der Chorflankenturm an der Nordwand des eingezogenen, dreiseitig geschlossenen Chors im Osten. Sein oberstes achteckiges Geschoss unter der Glockenhaube beherbergt die Turmuhr mit einem mechanischen Uhrwerk aus der Jahrhundertwende vom 19. zum 20. Jahrhundert. Im Geschoss darunter befindet sich der Glockenstuhl, in dem drei Kirchenglocken hängen. Zur Kirchenausstattung gehört ein Hochaltar, auf dessen Altarretabel Konrad Huber die Kreuzigung dargestellt hat. Eine Pietà ist um 1750/60 entstanden.